# Кременчук (артилерійський катер)
Кременчук (P177, до 2018 р. U177) — малий броньований артилерійський катер проєкту 58155 «Гюрза-М» Військово-Морських Сил України. Належить до другої, вдосконаленої, партії збудованих катерів цього проєкту.

## Історія
Належить до другої партії МБАК проєкту 58155 «Гюрза-М», в якій було враховано досвід експлуатації першої партії. В конструкцію було внесено низку змін, оскільки ходові випробування перших двох МБАКів показали, що вони не виходять на заплановану максимальну швидкість у 25 вузлів. Тому в конструкцію чотирьох наступних катерів були внесені зміни: був замінений гребний гвинт та здійснений перерахунок валової лінії. Це дозволило вийти на номінальні показники швидкості у понад 25 вузлів. Було змінено компонування машинного відділення — встановлено захист валової лінії для покращення техніки безпеки під час експлуатації, а також замінене розташування пожежного насосу в житловому відсіку.
Всього в конструкцію бронекатерів було внесено близько сімдесяти змін. Також на катери було встановлене «додаткове оснащення» що має стати «несподіванкою для супротивника».
5 грудня 2017 року відбулась урочиста церемонія найменування чотирьох новозбудованих катерів, які отримали назви «Вишгород», «Кременчук», «Лубни» та «Нікополь». Також у Чорному морі було проведено тактичне навчання малих броньованих артилерійських катерів у складі 6 одиниць (24 ОДнРК), за яким, перебуваючи на борту фрегата «Гетьман Сагайдачний» спостерігав командувач ВМС України.
Включений до корабельного складу ВМС України 1 липня 2018 року.

### Азовська військово-морська база
На посилення військової присутності України в Азовському морі вранці у вівторок, 11 вересня 2018 року, на службу в Бердянську заступили два нові малі броньовані артилерійські катери ВМС ЗСУ — «Лубни» і «Кременчук» Передислокація здійснювалась за допомогою трейлерів автомобільними шляхами.
20 вересня, пошуково-рятувальне судно A500 «Донбас» та морський буксир A830 «Корець» вирушили з походом з Західної військово-морської бази ВМС України в Одесі до Бердянська, де стануть основою новоствореної військово-морської бази українського флоту на Азовському морі. Починаючи від переходу поблизу окупованого Севастополя українські кораблі почав супроводжувати патрульний корабель Берегової охорони ФСБ РФ — «Аметист» проєкту 22460, згодом до нього долучився ще один не встановлений корабель.
З порту Бердянську для їх зустрічі в напрямку Керченської переправи вирушили малі броньовані артилерійські катери P177 «Кременчук» та P178 «Лубни».
Приблизно о 15.50 кораблі пройшли Керченський міст у супроводі великої кількості кораблів ФСБ та ВМФ Росії, також повідомлялося що там були присутні водолази та спецназ.
Р177 «Кременчук» та P178 «Лубни», незважаючи на надісланий росіянами на перехоплення українських бронекатерів прикордонний катер, непоміченими пройшли повз нього на відстані 4-ох миль та підійшли до А500 «Донбас» увечері 24 вересня, після проходження ним Керченської протоки, в режимі радіомовчання. Під час зайняття позиції для конвоювання А500 «Донбас» українські катери відрізали від нього російський тральщик, в той момент росіяни й зрозуміли, що МБАКи вже тут. На російському тральщику, коли помітили український бронекатер, що той зовсім поруч, заграли бойову тривогу.
Надалі, коли вже відійшли від Керченської протоки та йшли до Маріуполя, російський катер типу «Мангуст» провокував українські кораблі на постріли, агресивно наближаючись до А500 «Донбас», але Р177 «Кременчук» та P178 «Лубни» відрізали його від «Донбасу», оточили та пробували притискати до українського берега. «Мангуст» відірвався від українських катерів лише завдяки більшій швидкості, наявності поруч великого судна, за яким він ховався, та збереження режиму невикористання зброї. Незважаючи на всі провокації з боку російських кораблів і суден, о 09:35 заходом морського буксиру «Корець» успішно завершився перехід групи суден ВМС ЗС України до порту Маріуполя.

### Ракетне озброєння
19 листопада 2018 підрозділи ВМС України в Азовському морі поблизу Бердянської коси провели бойові стрільби. У супроводі буксира «Корець» стрільби проводив малий броньований артилерійський катер (МБАК) «Кременчук», озброєний бойовими модулями «Катран-М». Вперше в Азовському морі був застосований протитанковий ракетний комплекс (ПТРК) «Бар'єр», який адаптований виробником до морських умов, комплекс успішно вразив всі мішені. Екіпаж отримав новий досвід застосування сучасних українських ПТРК на морі.
В районі стрільб був помічений прикордонний корабель ФСБ РФ, який постійно знаходився біля району проведення стрільб. Провокацій з боку росіян на цей раз не було.

### Оборона Маріуполя
В квітні 2022 року «Кременчук» був захоплений російськими загарбниками в ході бойових дій по обороні міста Маріуполь. Доля іншого МБАК «Лубни», який також перебував у Маріуполі, на той час була  невідома.

## Командування
- Старший лейтенант  Овчар Іван Володимирович  [13]